# The Chicago Code
The Chicago Code (Arbeitstitel: Ride-Along) ist eine US-amerikanische Krimiserie von Shawn Ryan, welche von 20th Century Fox Television, einem Tochterunternehmen von 20th Century Fox, für den US-Sender Fox produziert und an Originalschauplätzen in Chicago gedreht wurde. Sie handelt von den Polizisten des Chicago Police Department, oft nur CPD genannt, im Kampf gegen die Verbrechen und gegen politische Korruption in der Stadt. Sie wird aus den Augen dreier Cop-Teams von ihrem Hauptarbeitsplatz aus, dem Dienstwagen, erzählt. In den USA startete die Serie am 7. Februar 2011 auf Fox.

## Handlung
Die Serie zeigt die Polizeiarbeit des Chicago Police Department, unter ihnen die lokale Legende Jarek Wysocki, im Kampf gegen die Kriminalität und Korruption in der politischen Maschinerie Chicagos. Jarek hat, dank seiner guten Beziehung zu Teresa Colvin, viel Einfluss in der Stadt, denn sie ist nicht nur seine ehemalige Partnerin, sondern auch die Polizeipräsidentin in Chicago. Zusammen wollen sie auch den Mord an Jareks Bruder aufklären und rächen. Ebenfalls in der Abteilung ist Wysockis derzeitiger Partner, ein junger und ehrgeiziger Polizist namens Caleb Evers. Bei ihren Ermittlungen begegnen die Detectives oft Jareks Nichte Vonda Wysocki, welche gerade erst bei der Polizei angefangen hat, und ihren Partner Isaac Joiner, welcher nur allzu gern Risiken in Kauf nimmt.
Der Undercover Agent Chris Collier, der bei seiner verdeckten Ermittlung unter dem Namen Liam Hennessey agiert, ermittelt Informationen über Hugh Killian, die irischen Mafia und ihre Verbindung zur Korruption. Die Quelle der Korruption scheint ein mächtiger und einflussreicher Politiker in Chicago, der Stadtratabgeordnete Ronin Gibbons, zu sein.

## Figuren
Jarek WysockiEr ist ein Detektive der Mordkommission in Chicago und gilt dort als Legende. Er hasst Profanität und liebt die White Sox. Colvin und er waren als sie als Polizisten anfingen Partner und so entwickelte sich eine enge Freundschaft zwischen ihnen. Neben seinen normalen Ermittlungen sucht er nach den Mördern seines verstorbenen Bruders, welcher ebenfalls als Polizist gearbeitet hatte. Jarek ist geschieden und mit einer eine jüngere Frau verlobt, aber immer noch intim mit seiner Ex-Frau. Darüber hinaus wechselt er jeden Tag seinen Partner, da diese mit seiner rasanten Art nicht zurechtkommen.
Teresa ColvinSie ist Chicagos erste Polizeipräsidentin und Chefin von über zehn Tausend Polizeibeamten. Sie ist sehr ehrgeizig, furchtlos Regierungsbeamte in Frage zu stellen oder andere Beamte zu feuern, die sie als inkompetent ansieht, selbst auf die Gefahr hin sich selber Feinde in der Abteilung zu machen. Die Korruption in der Stadt hat das Geschäft und später auch die Ehe ihre Eltern zerstört, wobei sie es sich zur persönlichen Aufgabe gemacht hat, die Stadt davon zu befreien.
Caleb EversEr ist ein junger und eifriger Detektive der Mordkommission und Wysockis derzeitiger Partner. Daneben versucht er verzweifelt dem legendären Wysocki gerecht zu werden. Später überzeugt er dann sowohl Wysocki, obwohl er ein Cubs-Fan ist, als auch Colvin mit seiner Beobachtungsgabe.
Vonda WysockiSie ist die Nichte von Jarek und hat gerade die Polizeiakademie abgeschlossen. Ihr Vater wurde bei der Ausübung seines Berufes getötet, als sie noch ein kleines Mädchen war. Sie wurde daher von ihrem Onkel aufgezogen, der sie auch bei der Ausbildung zur Polizistin unterstützt hat. Im Laufe der Serie kommen sie und Isaac zusammen.
Isaac JoinerEr ist Vondas Partner und ein junger und ehrgeiziger Detektive. Mit seiner Art bei seinen Fällen immer mal wieder ein großes Risiko einzugehen um diese abzuschließen, führt dazu, dass sich Jarek Sorgen um seine Nichte macht. Im Laufe der Serie kommen er und Vonda zusammen.
Chris CollierEr ist ein Undercover Agent der Mordkommission und arbeitet derzeit verdeckt unter dem Tarnnamen Liam Hennessey in der irischen Mafia als zwielichtiger Kleinkrimineller.
Ronin GibbonsEr ist ein Immobilienmagnat, der durch seine politische Stellung als Stadtratsabgeordnete viel Einfluss und Macht in Chicago besitzt. Seit über 20 Jahren ist er im Amt, zur Freude einiger Krimineller. Dadurch, dass er sich Teresa und Jarek bei ihrem Vorhaben, die Stadt von Korruption zu befreien, in den Weg stellt, sehen ihn die beiden als Quelle dieser an.

## Produktion

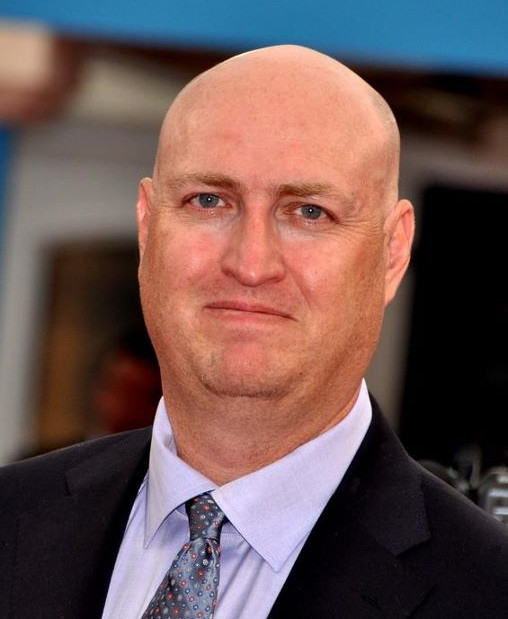
Serienschöpfer Shawn Ryan (2011)

Nachdem bereits im Sommer 2009 Shawn Ryan dem Sender Fox seine Serienidee vorgelegt hatte, bekam er im August 2009 den Auftrag ein Drehbuch anzufertigen. Anfang Januar 2011 erhielt Ryan dann grünes Licht für den Dreh einer Pilotfolge. In Bezug auf den Schauplatz Chicagos, sagte Ryan: „Es ist eine Stadt, mit der ich sehr vertraut bin und die ich nicht oft im Fernsehen gesehen habe“ und das Chicago „das Zentrum des Universums“ sei. Das Casting begann wenige Tage später und am 8. Februar 2010 erhielt schließlich Todd Williams die Rolle von Isaac Joiner. Als Regisseur für die Pilotfolge wurde Charles McDougall engagiert. Im März wurden zunächst Matt Lauria und Devin Kelley für die Rollen des Caleb Evers bzw. der Vonda Wysocki angeworben, später erhielt dann noch Jason Clarke die Hauptrolle des Jarek Wysocki. Im selben Monat konnten sich Billy Lush und Jennifer Beals im Casting gegen die anderen Kandidaten durchsetzen und wurde so für die Rollen des Liam Hennesey bzw. der Teresa Colvin engagiert. Im April erhielt dann noch Delroy Lindo die Rolle des korrupten Stadtratabgeordnete Ronin Gibbons.
Die Dreharbeiten zur Pilotfolge begannen Mitte April und endeten Anfang Mai 2010. Nach der Sichtung der Pilotfolge wurde sie von Fox schließlich als Serie bestellt, wobei einen Monat später ein Starttermin zur sogenannten Midseason bekannt gegeben wurde. Die Dreharbeiten zu den restlichen zwölf Episoden begann im August und endeten im Dezember 2010. Als einer der Hauptdrehorte fungierte die Northwestern University School of Law in Near North Side. Im November 2010 wurde dann der 7. Februar 2011, dem Tag nach dem Super Bowl XLV, als Serienstart ausgewählt. Nach der Ausstrahlung der ersten Episode wurde der Titelsong etwas verändert und in den restlichen Episoden von Billy Corgan gesungen.
Am 10. Mai 2011 gab Fox bei den jährlichen Upfronts die Absetzung der Serie bekannt. Als Gründe wurden die zu geringen Einschaltquoten und die zu wenigen Sendeplätze in der nächsten Season, die durch die Musikshow The X Factor verursacht wurden, genannt.

## Besetzung

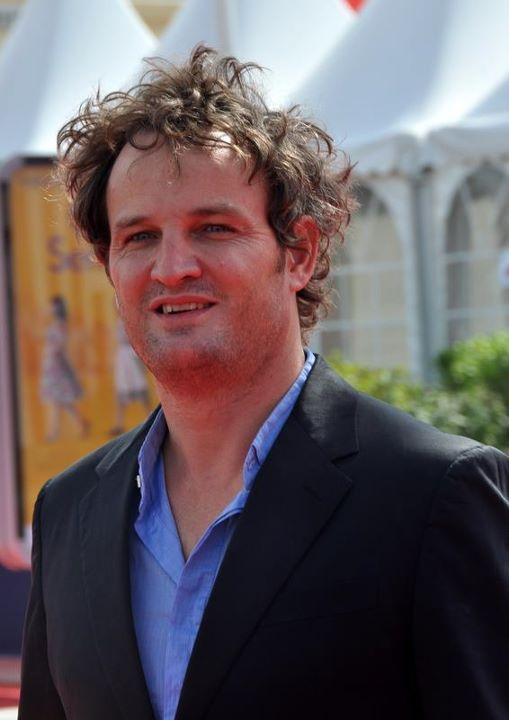
Jason Clarke (2011)
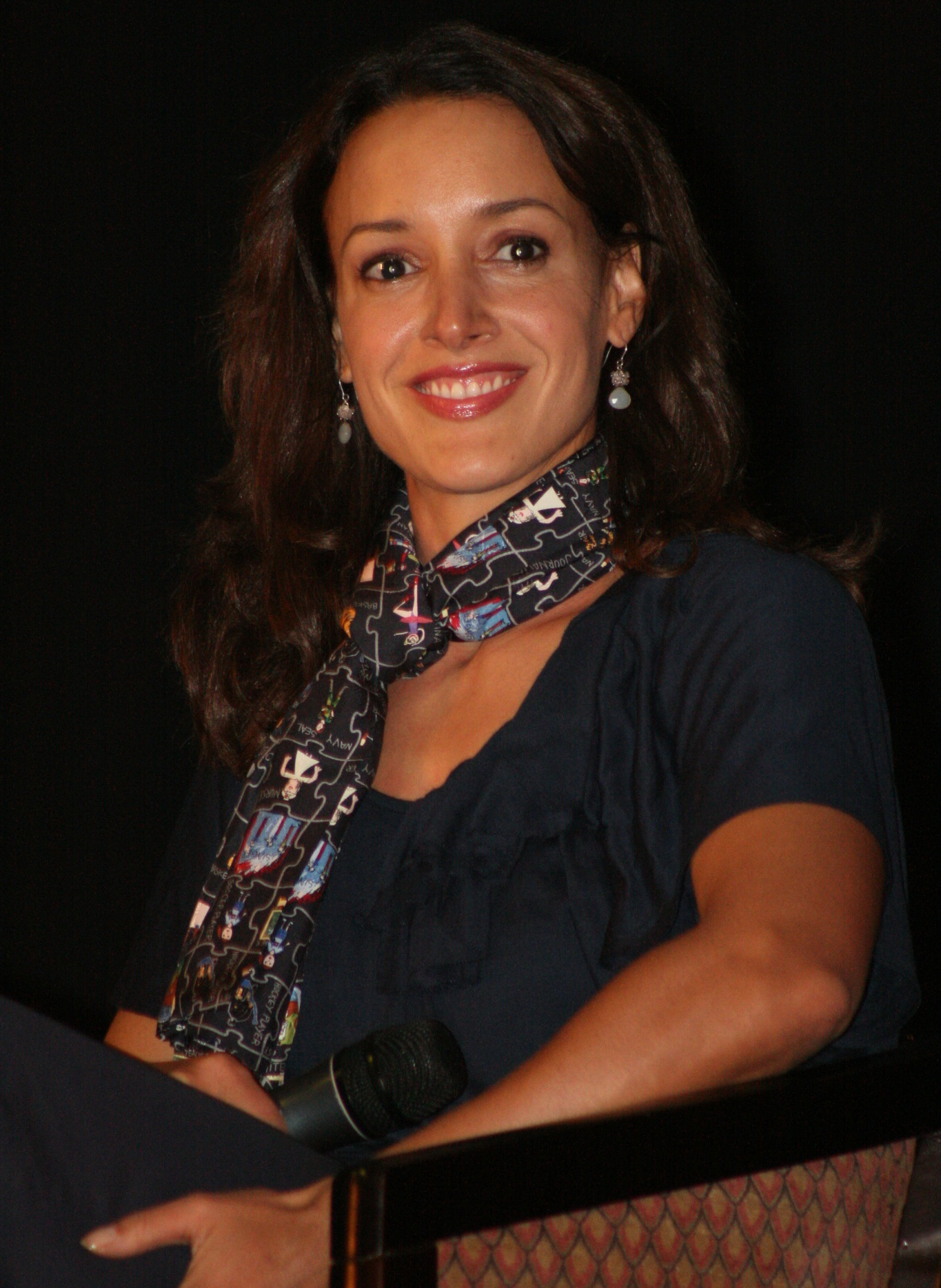
Jennifer Beals (2008)
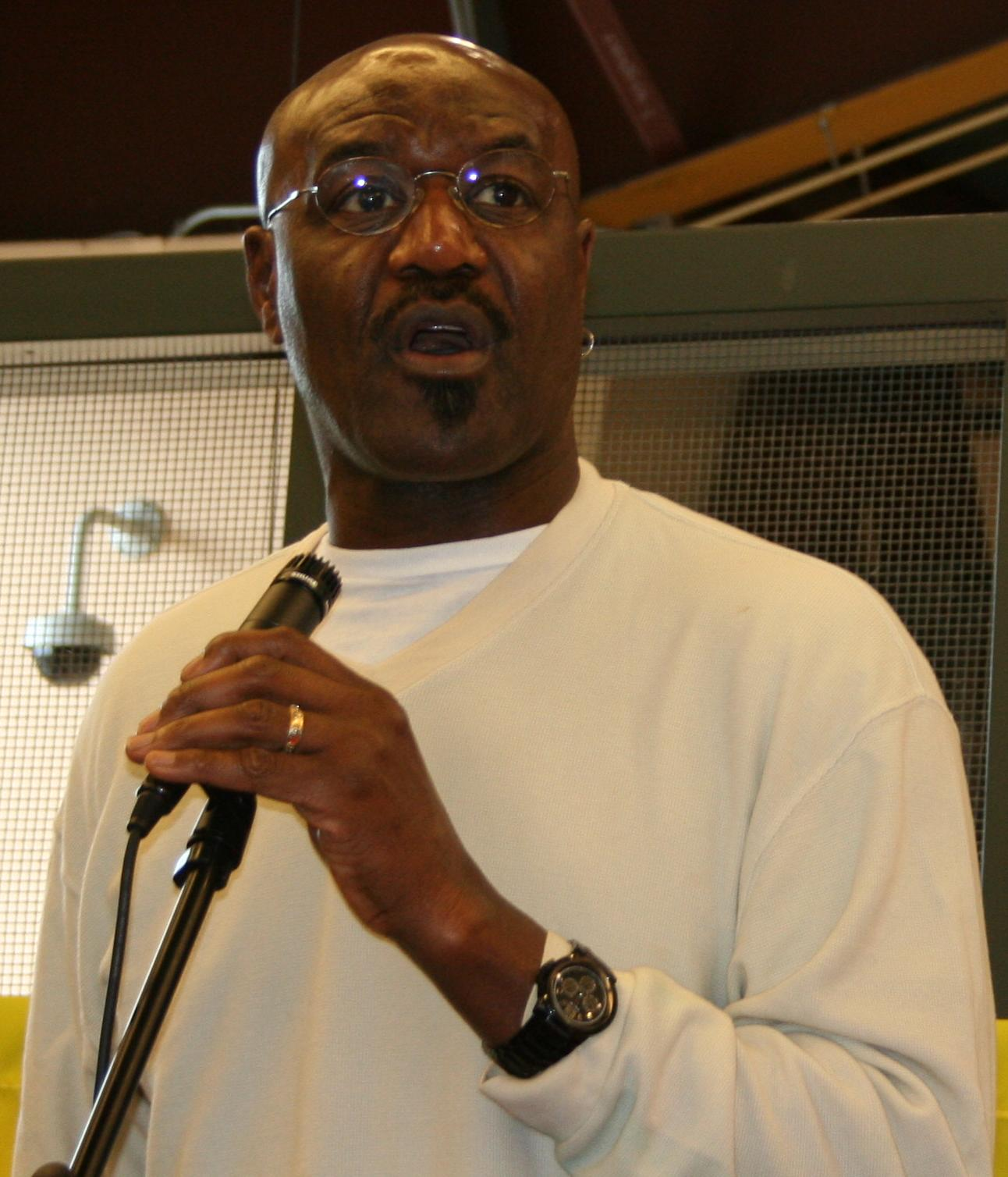
Delroy Lindo (2008)
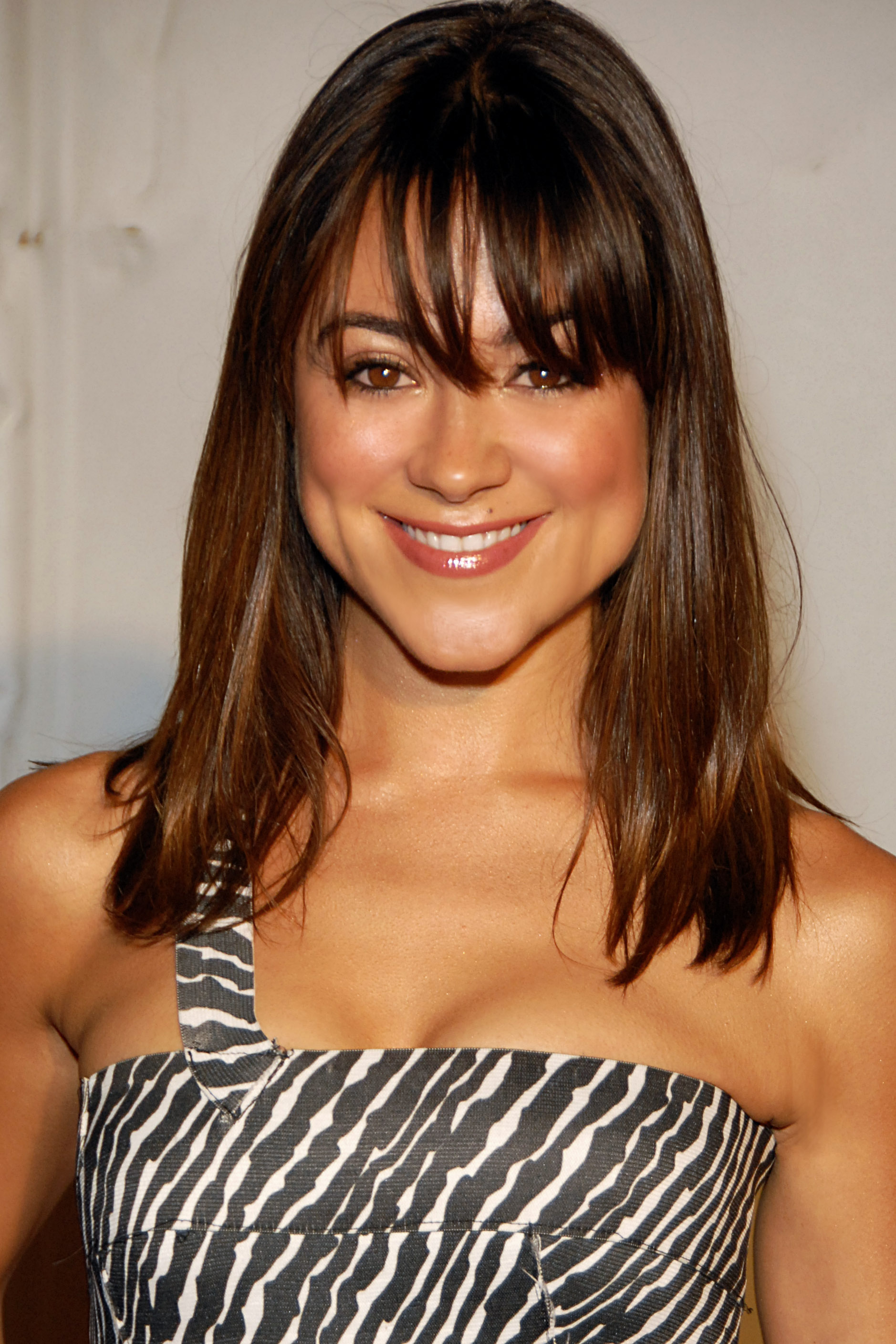
Camille Guaty (2009)

| Rollenname    | Schauspieler/in   | Synchronsprecher/in |
| ------------- | ----------------- | ------------------- |
| Jarek Wysocki | Jason Clarke      |                     |
| Teresa Colvin | Jennifer Beals    |                     |
| Caleb Evers   | Matt Lauria       |                     |
| Vonda Wysocki | Devin Kelley      |                     |
| Isaac Joiner  | Todd Williams     |                     |
| Chris Collier | Billy Lush        |                     |
| Ronin Gibbons | Delroy Lindo      |                     |
| Dina Wysocki  | Amy Price-Francis |                     |
| Elena         | Camille Guaty     |                     |

## Ausstrahlung
Vereinigte Staaten
Nachdem The Chicago Code, damals noch als Ride-Along bekannt, bereits im Mai 2010 als Serie bestellt wurde, gab Fox einen Starttermin zur sogenannten Midseason bekannt. Sie startete schließlich am 7. Februar 2011 nach einer neuen Folge von Dr. House und erreichte mit der Pilotfolge in etwa 9,43 Millionen Zuschauer und ein Rating von 2,4 in der werberelevanten Zielgruppe der 18- bis 49-Jährigen. Das Staffelfinale, was auch das Serienfinale darstellt, wurde am 23. Mai 2011 ausgestrahlt. Im Durchschnitt verfolgten 7,53 Millionen US-Amerikaner die Serie, wodurch sie auf Rang 65 unter allen ausgestrahlten Serien in dieser Season kam.
International
In Kanada wurde die Serie parallel zur US-Ausstrahlung ab dem 7. Februar 2011 auf dem dortigen Sender Global gezeigt. In Großbritannien und Irland startete die Serie am 12. Mai 2011 auf dem Bezahlfernsehsender Sky1. In Australien war die Serie ab dem 22. Juni 2011 im Sommerprogramm des Satelliten- und Kabelsenders Fox8 zu sehen. Daneben hatte die Serie im Oktober 2011 in Frankreich auf dem Festival des amerikanischen Films ihre Premiere.

## Episodenliste
| Nr. | Deutscher Titel | Originaltitel                  | Erstausstrahlung USA | Deutschsprachige Erstausstrahlung (—) | Regie               | Drehbuch                          | Zuschauer (USA) |
| --- | --------------- | ------------------------------ | -------------------- | ------------------------------------- | ------------------- | --------------------------------- | --------------- |
| 1   | —               | Pilot                          | 7. Feb. 2011         | —                                     | Charles McDougall   | Shawn Ryan                        | 9,43 Mio.       |
| 2   | —               | Hog Butcher                    | 14. Feb. 2011        | —                                     | Clark Johnson       | Patrick Massett & John Zinman     | 7,35 Mio.       |
| 3   | —               | Gillis, Chase & Babyface       | 21. Feb. 2011        | —                                     | Guy Ferland         | Davey Holmes                      | 7,87 Mio.       |
| 4   | —               | Cabrini-Green                  | 28. Feb. 2011        | —                                     | Jean de Segonzac    | Tim Minear & Jon Worley           | 8,04 Mio.       |
| 5   | —               | O’Leary’s Cow                  | 7. März 2011         | —                                     | Clark Johnson       | Kevin Townsley                    | 7,46 Mio.       |
| 6   | —               | The Gold Coin Kid              | 14. März 2011        | —                                     | Lesli Linka Glatter | Heather Mitchell                  | 7,30 Mio.       |
| 7   | —               | Black Hand and the Shotgun Man | 21. März 2011        | —                                     | Billy Gierhart      | Davey Holmes                      | 6,16 Mio.       |
| 8   | —               | Wild Onions                    | 11. Apr. 2011        | —                                     | Adam Arkin          | Virgil Williams                   | 5,94 Mio.       |
| 9   | —               | St. Valentine’s Day Massacre   | 18. Apr. 2011        | —                                     | Michael Offer       | Christal Henry                    | 6,38 Mio.       |
| 10  | —               | Bathhouse & Hinky Dink         | 2. Mai 2011          | —                                     | Terrence O’Hara     | Patrick Massett & John Zinman     | 5,60 Mio.       |
| 11  | —               | Black Sox                      | 9. Mai 2011          | —                                     | Michael Offer       | Heather Mitchell & Kevin Townsley | 5,67 Mio.       |
| 12  | —               | Greylord & Gambat              | 16. Mai 2011         | —                                     | Paris Barclay       | Virgil Williams                   | 5,86 Mio.       |
| 13  | —               | Mike Royko’s Revenge           | 23. Mai 2011         | —                                     | Lesli Linka Glatter | Shawn Ryan & Christal Henry       | 7,11 Mio.       |

## Kritik
Die erste Staffel der Serie hat bei Metacritic ein Metascore von 75/100 basierend auf 25 Rezensionen. Auf TV.com hat die Serie ein Rating von 8,0/10 basierend auf 453 abgegebenen Stimmen, und auf IMDb.com ein Rating von 7,3/10 basierend auf 795 abgegebenen Stimmen. Insgesamt wurde die Serie gut bei den Kritikern aufgenommen, so erhielt die Pilotfolge vom A.V. Club die Note B+ und von IGN 8,5 von 10 möglichen Punkten.
James Queally vom The Star-Ledger sagte: „Ryans gut gemachte Charaktere sind das, was die Serie wirklich tragen“. Tim Goodman, Kritiker bei The Hollywood Reporter, meinte „Die Serie sei nichts neues in einem Genre, welches sich in der nächsten Zeit wahrscheinlich nicht verändern wird, aber betrachtet man die ersten drei Episoden, ist es schon packendes Fernsehen und Fox hat eine wettbewerbsfähige neue Dramaserie gefunden“.